# Don't Hug Me I'm Scared
Don't Hug Me I'm Scared ou DHMIS (em português: Não Me Abrace Estou Assustado) é uma série animada de comédia de terror surrealista e humor negro britânica criada pelos cineastas Becky Sloan e Joseph Pelling. A websérie original é composto por seis episódios, lançados de 29 de julho de 2011 a 19 de junho de 2016 através do site dos artistas e, posteriormente, para o YouTube e Vimeo.
Cada episódio começa como uma série infantil típica, consistindo de bonecos antropomórficos parecidos com os de Sesame Street, mas acaba tendo uma reviravolta surreal no clímax, geralmente ambientada com conteúdo perturbador psicodélico envolvendo violência gráfica humor acido e horror e   terror psicológico e existencial. No entanto, ao mesmo tempo, a série parodia shows infantis justapondo teatro de marionetes e músicas contra conteúdo adulto. Os seis episódios exploram e discutem os temas da criatividade, tempo, amor, tecnologia, alimentação saudável e sonhos.

## Enredo
Cada episódio gira em torno de Yellow Guy, Red Guy e Duck Guy, encontrando um ou vários personagens antropomórficos, que começam um número musical relacionado a um conceito básico do dia-a-dia com uma melodia otimista semelhante à de uma canção de ninar. À medida que cada música progride, torna-se evidente que sua moral ou mensagem é absurda ou contraditória, e que o caráter "professor" tem motivos ulteriores ou sinistros. O clímax de cada episódio tipicamente envolve um elemento de choque com o uso de violência gráfica e, às vezes, outros temas coercitivos ou distorcidos.

### Episódio 1: Criatividade
O primeiro episódio começa em uma cozinha onde o elenco principal está tomando café da manhã. Um caderno de rascunho cantor ensina os personagens principais a "serem criativos", cantando sobre atividades infantis. Arbitrariamente, a maioria das ideias de Yellow Guy foram consideradas não criativas. O clímax do episódio é uma representação exagerada de criatividade na qual Yellow Guy e Duck Guy são operados por pessoas com fantasias, como Red Guy, e dançam cada vez mais erraticamente e se envolvem em atos degradantes como cobrir um coração em glitter e servir um bolo feito de órgãos, com fotos instáveis da câmera e músicas cada vez mais frenéticas. As palavras "get creative" podem ser encontradas escondidas nesta parte em todos os lugares. O vídeo termina com tudo aparentemente restaurado ao normal e o caderno de desenho dizendo aos fantoches, em uma última linha da música, que "vamos concordar em nunca mais ser criativos". O episódio estreou em 29 de julho de 2011.

### Episódio 2:Tempo
Os personagens principais estão esperando uma transmissão de TV para começar, reconhecendo que eles têm cinco minutos restantes. Um relógio falante, Tony, aparece e começa a cantar sobre o tempo. Os protagonistas questionam a realidade do tempo, para o aborrecimento de Tony. Tony então acelera a passagem do tempo, envelhecendo rapidamente o elenco e fazendo com que ele se decomponha vivo. A pele de Duck Guy cai de sua mão e seu globo ocular cai, o cabelo de Yellow Guy cresce e ele fica enrugado, com sangue escorrendo de seus olhos e outros orifícios, e o cabelo de Red Guy fica cinzento e cresce muito, com os olhos tornando-se inclinado. Os eventos são revelados para fazer parte de um programa de televisão assistido pelos três amigos, com Tony dizendo que está fora de suas mãos, mas eles vão ficar bem, apesar de todo mundo ficar sem tempo. No entanto, o fim implica que o apodrecimento foi real devido ao globo ocular de Duck Guy ser visível pela televisão, bem como o cabelo do Yellow Guy sendo visível durante os créditos finais, com vermes aparecendo e se multiplicando nele. Este episódio apresenta o pai de Yellow Guy, Roy. O episódio estreou em 8 de janeiro de 2014.

### Episódio 3: Amor
Em um piquenique com Yellow Guy e Red Guy, Duck Guy mata uma borboleta, referindo-se a ela como uma "abelha traquina".Yellow Guy, angustiado, foge para uma árvore e é encontrado por uma borboleta, Shrignold. Ele e seus amigos cantam sobre o amor, dizendo que o amor verdadeiro é mantido por alguém "especial". Depois de uma breve anedota com "Michael, o garoto mais solitário da cidade", Shrignold apresenta a Yellow Guy Malcolm, o Rei do Amor, o líder de uma seita que eles cultuam alimentando-o com cascalho. O enredo toma um rumo sinistro quando o culto explica que Yellow Guy deve perder suas memórias e nome. O vídeo termina com Yellow Guy acordando na árvore onde ele foi encontrado por Shrignold e seus amigos trazendo-lhe "o último ovo cozido", que se divide, revelando uma criatura vermelha nojenta que chama de "pai" e é prontamente esmagado por Duck Guy (que mais uma vez se refere a ele como uma "abelha traquina"), suas tripas derramando a lateral do ovo. Durante a sequência dos créditos, Malcolm é imolado em uma fogueira, com música eletrônica feliz. O episódio estreou em 31 de outubro de 2014.

### Episódio 4: Tecnologia
Os protagonistas estão jogando um jogo de tabuleiro. Eles expressam seu desejo de aprender sobre o mundo e um globo chamado Gilbert ganha vida. Ele se prepara para cantar para eles, mas Colin, um computador falante, começa a cantar sobre como ele é inteligente, cortando Gilbert. Colin começa a fazer as perguntas do trio, com Red Guy ficando cada vez mais irritado, até que ele grita para Colin "calar a boca" e bate a mão em seu teclado. Isso enfurece Colin, e depois de uma tela preta com falhas e imagens reluzentes mostrando Duck Guy, Gilbert o Globo, e algumas outras referências, ele prontamente leva os personagens para o 'Mundo Digital', o fascinando Yellow Guy e Duck Guy. Colin canta sobre as "Três Principais Atividades do Mundo Digital" - Visualizar diferentes gráficos, Estilo Digital e Dança Digital. Estes são repetidos até que um quarto seja preenchido com clones dançando distorcidos de Colin, Yellow Guy e Duck Guy. Red Guy encontra-se sozinho na sala onde eles estavam no início, com as luzes apagadas, e Roy em pé nas sombras (embora isso não seja referenciado), e escapa apenas para encontrar uma equipe de filmagem usando ternos spandex aparentemente filmando uma réplica grosseira do primeiro episódio. Red Guy começa a dizer "O que ..." antes de alguém da equipe técnica bater uma claquete, e então sua cabeça explode de repente em glitter. O episódio estreou em 15 de março de 2015.

### Episódio 5: Alimentação Saudável
Red Guy parece estar desaparecido e Duck Guy e Yellow Guy parecem não ser capazes de reconhecer isso, embora estejam muito conscientes de que algo mudou. Vários personagens de comida antropomórfica, liderados por um bife, dão conselhos cada vez mais bizarros e autocontraditórios sobre hábitos alimentares na música. A música é parada duas vezes pelo toque do telefone. Duck Guy responde ao telefone, mas não responde ao que ouve na linha, enquanto começa a alucinar e se vê em uma cama de hospital. Eventualmente, ele fica irritado com o conselho hipócrita e parece começar a perceber o que está faltando: Red Guy. Ele sai da filmagem, derrubando a câmera, e acorda em uma sala de cirurgia com os órgãos expostos enquanto uma grande lata o estripa e come seus órgãos. Yellow Guy continua seguindo a música, apesar de estar um pouco sobrecarregado, e fica inchado ao comer latas de carne rotuladas com a imagem de Duck Guy. O episódio termina com ele olhando para o telefone tocando mais uma vez. Durante a sequência dos créditos, Red Guy é visto vestido com um casaco e cachecol, afastando-se de uma cabine telefônica carregando uma mala, revelando que ele foi o único chamando ao longo do episódio. Além disso, há um pequeno vídeo oculto que é revelado a partir dos créditos finais do episódio 5. Ao procurar os números na cabine telefônica que Red Guy sai, 07494795709, um estranho vídeo no qual Red Guy aparece é descoberto sob o nome YouTuber "I'm Reddish." Há um vídeo separado também postado sob este YouTuber chamado "Big Red Shoes".
Quando a câmera é derrubada, Roy e Red Guy podem ser vistos se os quadros forem examinados.
Os criadores afirmam que um número de telefone impresso na cabine telefônica neste vídeo estava sendo chamado em poucos segundos após o lançamento do episódio, que no início eles respondiam e fingiam ser personagens do programa. Se os números no topo da cabine telefônica forem colocados na barra de pesquisa do YouTube, um vídeo exclusivo com a Red Guy poderá ser visto. O episódio estreou em 14 de outubro de 2015.

### Episódio 6: Sonhos
Yellow Guy está na cama, chorando porque sente falta de seus amigos, que desapareceram ao longo dos dois episódios anteriores. Enquanto ele tenta dormir, uma lâmpada que canta sobre sonhos aparece. Apesar dos protestos de Yellow Guy, o Lamp o arrasta para uma sequência animada que termina com ele tendo um sonho de se afogar em óleo. Yellow Guy então acorda para ver Lamp transformar seu colchão em óleo. Enquanto isso, Red Guy acorda em um escritório com vários outros idênticos a ele vestindo roupas. Ele começa a cantar uma música sobre um arquivo do escritório, mas seus colegas não estão impressionados. Mais tarde, em um bar, ele canta a música Creativity do primeiro episódio, mas é vaiado pela multidão, que também se assemelha e parece idêntico a ele. Red Guy percebe Roy no meio da multidão, que fica parado. O microfone e a caixa de som se transformam em fantoches e ele é transportado para uma sala escura. Red Guy segue o som da canção dos sonhos para uma máquina com monitores mostrando o Yellow Guy. Red Guy aperta botões que transformam Lamp nos outros 5 fantoches dos episódios anteriores, além do caderno de rascunhos, além de vários outros bonecos que parecem abordar temas que nunca foram mencionados, como esportes, o universo e também o cotidiano menor, coisas da vida, como semáforos e música (E em um ponto transformando o boneco em Duck Guy). Roy toca no Red Guy no ombro com um braço massivamente alongado. Vendo Yellow Guy se tornar desencarnado de sua provação, Red Guy desconecta a fonte de alimentação da máquina, depois de repetir uma linha do episódio 3: “Eu me pergunto o que vai acontecer.” A cena corta para uma refilmagem do episódio 1 com os protagonistas recoloridos com suas cores favoritas que eles mencionaram no primeiro episódio. O calendário muda de 19 a 20 de junho. Um caderno de desenho semelhante ao original começa a cantar a mesma música da primeira parte, mas é interrompido pelo fim do episódio. O episódio estreou em 19 de junho de 2016.

## Personagens
- Doi. "Yellow Guy" Gribbleston — Um dos três personagens principais. Ele tem um comportamento infantil. Ele é o mais otimista e ingênuo dos três bonecos. Ele é um personagem humanoide que usa macacão azul e tem longos cabelos azuis. Ele se torna cada vez mais consciente dos eventos que ocorrem ao seu redor nos episódios posteriores, e finalmente reconhece que algo ruim vem com cada fantoche professor no Episódio 6, explicando seu ceticismo naquele episódio.
- Red Guy — Um dos três personagens principais. Ao contrário de Yellow Guy e Duck Guy, Red Guy é retratado através do uso de uma pessoa vestindo uma fantasia. Ele fala com uma voz monótona e demonstra cinismo e muito pouca emoção em relação às ocorrências que ele e seus amigos experimentam. Ele é provavelmente um adulto, já que o episódio 6 mostra ele se formar na universidade. Ele é completamente vermelho com o que parece ser um esfregão vermelho na cabeça e dois olhos no topo. O esfregão se move quando ele fala.
- Duck Guy, Duck, ou Bird Guy[10] — Um dos três personagens principais. Ele é o personagem mais detalhado. Ele frequentemente teoriza ou questiona o que vê. Ele é um pato-real vestindo uma camisa marrom com decote em v.
- Caderno de Rascunho (Sketchbook) — Educa os fantoches sobre criatividade. É dublado pela co-criadora da série, Becky Sloan.
- Tony, o Relógio Falante — Educa os bonecos sobre o tempo no segundo episódio. Seu nome foi confirmado pela criadora Becky Sloan em seu status de conta no Twitter (junto com outros personagens como Shrignold, Colin, Gilbert Roy e Bread Boy).
- Shrignold[11] — Uma borboleta falante que, mais tarde junto com seus amigos, canta para Yellow Guy sobre o amor no terceiro espisódio.
- Colin[12] — Um computador falante que ensina os bonecos sobre tecnologia no quarto episódio. Dublado por co-escritor da série Baker Terry.
- Roy Gribbleston — O pai de Yellow Guy e "patrocinador" como visto nos créditos. Introduzido no segundo episódio, ele é encontrado escondido em toda a série. Sua expressão estranha nunca muda e ele mal se move.
- Malcolm — O "rei do amor" a quem Shrignold e seus amigos adoram. Ele é queimado nos créditos do episódio 3, mas depois faz uma aparição como pequeno enfeite na casa dos fantoches.
- Michael — O "garoto mais solitário da cidade" cuja história, com um final particularmente estranho, é descrito no episódio 3.
- Gilbert, o Globo[13] — O globo no episódio 4, que nunca tem a chance de ensinar o elenco sobre o mundo. Ele faz uma participação especial no fundo do episódio 2.
- Geladeira (Fridge) — Introduzido no episódio 5, este personagem não tem nome dado.
- Bife (Steak) — Introduzido no episódio 5, este personagem não tem nome dado.
- Lata ou Lata de Espinafre (Spinach Can) — Apareceu no episódio 5. Ele tem um rótulo verde em seu corpo (uma lata), com "folhas" verdes saindo de sua tampa e boca.
- Menino Pão (Bread Boy)[14] — Um pedaço de pão que aparece no quinto episódio usando os frascos da cozinha como bateria.
- Lata Gigante (Giant Can) — Uma lata de tamanho humano que comeu os órgãos de Duck Guy no episódio 5.
- Abajur (Lamp) — Aparece no episódio 6 como professor.
- Homem Dinheiro (Money Man) — O homem visto mantendo os personagens como reféns na campanha do Kickstarter.

## Produção
Sloan e Pelling conheceram-se enquanto estudavam Belas Artes e Animação respectivamente na Kingston University, onde começaram THIS IS IT Collective com alguns amigos. Eles produziram o primeiro episódio de Don't Hug Me I'm Scared em seu tempo livre e sem orçamento. Quando eles começaram o projeto, imaginaram que seria uma série, mas inicialmente abandonaram a ideia depois de terminar o primeiro episódio. Depois que o curta-metragem ganhou popularidade, eles decidiram revisitar essa ideia. O Random Acts do Channel 4 encomendaram o segundo episódio. O programa logo atraiu os principais comissários, mas Sloan e Pelling rejeitaram porque "queriam mantê-lo bastante estranho" e "ter a liberdade de fazer exatamente o que queríamos".
Em maio de 2013, Sloan e Pelling anunciaram que começariam uma campanha de arrecadação de fundos do Kickstarter para fazer quatro ou mais episódios adicionais, um a cada três meses, a partir de setembro de 2014. Eles enviaram imagens de câmera de baixa qualidade dos personagens sendo feitos reféns pedindo resgate. Um menino americano de 12 anos tentou usar informações de cartão de crédito hackeadas para doar £ 35.000 para a campanha, mas ele foi pego e esses fundos foram rejeitados. O objetivo do Kickstarter de £96.000 foi atingido em 19 de junho de 2014 e no total £104.935 foi levantado. O Youtuber Thomas "TomSka" Ridgewell tornou-se produtor executivo da série depois de doar £ 5.000 para o Kickstarter.
Em janeiro de 2016, Sloan e Pelling colaboraram com Lazy Oaf para lançar uma linha de roupas baseada nos personagens e temas do programa.

## Recepção
O curta original se tornou um hit viral e a série cresceu para se tornar um fenômeno culto. Os seis episódios acumularam 143,4 milhões de visualizações no YouTube em julho de 2017. Scott Beggs listou o curta original como número 8 em sua lista dos 11 melhores curtas de 2011. Carolina Mardones listou o primeiro episódio como número 7 em seus dez melhores curtas-metragens de 2011. Também foi incluído como parte de um evento de cinema na Dismaland de Banksy.  Em abril de 2016, os principais personagens da série foram apresentados na capa da revista Printed Pages, juntamente com uma "entrevista" dos três personagens principais escritos pelo editor da revista. Todos os seis episódios do DHMIS foram incluídos no festival de setembro de 2016, XOXO.
Drew Grant da Observer escreveu que os episódios da série são "pesadelo horripilante absolutamente lindo". O escritor freelancer Benjamin Hiorns comentou que "não é o assunto que torna esses filmes tão estranhamente atraentes, é o cenário e design de personagens extraordinariamente imaginativos e a britânica subjacente de tudo". Joe Blevins da The A.V. Club elogiou a relação "sense-to-nonsense" do show e seus valores de produção. Samantha Joy, da TenEighty, elogiou o sexto episódio da série, escrevendo que "cria um final provocativo para uma narrativa bastante sombria sobre a criação de conteúdo".

## Episódios
| N.º | Título                             | Exibição original     | Audiência (milhões) |
| --- | ---------------------------------- | --------------------- | ------------------- |
| 1   | "Don't Hug me I'm Scared"          | 29 de julho de 2011   | 59                  |
| 2   | "Don't Hug Me I'm Scared 2 - TIME" | 8 de janeiro de 2014  | 35                  |
| 3   | "Don't Hug Me I'm Scared 3"        | 31 de outubro de 2014 | 24                  |
| 4   | "Don't Hug Me I'm Scared 4"        | 31 de março de 2015   | 26                  |
| 5   | "Don't Hug Me I'm Scared 5"        | 14 de outubro de 2015 | 18                  |
| 6   | "Don't Hug Me I'm Scared 6"        | 19 de junho de 2016   | 20                  |

## Temática
Pelling, quando perguntado sobre como o filme surgiu, disse que o objetivo era "como não ensinar algo" e "como um conceito abstrato como a criatividade é meio estúpido quando as pessoas tentam ensiná-lo de uma forma limitada que eles fazem ". Além disso, ele comenta como o vídeo está aberto para interpretação e como, quando pessoas diferentes chegam a conclusões diferentes sobre o vídeo, elas podem ser válidas por si mesmas. Em uma falsa entrevista, Becky e Joe descreveram o enredo como “três melhores amigos que viajam para encontrar um navio pirata mágico e salvar o dia”. Isso é claramente incorreto e é uma piada.
Um estudioso de Nouse comparou o apelo do primeiro episódio a temas da literatura gótica, argumentando que ambos estão "utilizando o mesmo medo cultural de um subconsciente violento escondido sob a fachada da normalidade". Em The Wesleyan Argus, outro escritor estudantil chamou a série de um "excelente exemplo da era do esoterismo" e observou que "há um meta-comentário de construção sobre as relações entre espectador, percepção, criador, participante e arte (e talvez morte) que começou com o primeiro episódio, mas o que esse comentário está tentando dizer ainda não está totalmente claro. No entanto, há um senso absoluto de que a série está construindo em direção a um ponto culminante."

## Criadores
Becky Sloan e Joseph Pelling são designers gráficos, artistas e animadores britânicos. Sua publicidade passa por produções comerciais. A dupla trabalhou como parte do THIS IS IT Collective.
Seu conteúdo consiste em vídeos, arte de design gráfico, animação, música e trabalho com materiais da vida real para se assemelhar às coisas do mundo real como arte. Eles ganharam vários prêmios, incluindo o prêmio SXSW Midnight Shorts 2012, e o prêmio 2016 ADC Young Guns.

## Futuro
Em 19 de junho de 2017, um ano após o lançamento do episódio 6, Sloan sugeriu trabalho adicional na série Don't Hug Me I'm Scared. Em 13 de setembro de 2018, um vídeo intitulado "Wakey Wakey ..." foi lançado no canal, provocando novos episódios em uma colaboração entre Blink Industries, Conaco e Super Deluxe. O vídeo de 30 segundos ganhou mais de 2 milhões visualizações e alcançou o primeiro lugar na lista de tendências do YouTube dentro de 24 horas de seu lançamento.
Os criadores também co-escreveram e fizeram trabalho de marionetista para o episódio de The Amazing World of Gumball, "The Puppets", do Cartoon Network (quinta temporada, episódio 36). Rebecca Sloan (que é creditada como escritora ao lado de Joseph Pelling) e Baker Terry deram vozes a Grady, Frank e Becky Sloan deram voz a Howdy (os três fantoches que prendem Gumball e Darwin em seu mundo).